# Osowo (rejon rudniański)
Osowo (ros. Осово) – wieś (ros. деревня, trb. dieriewnia) w zachodniej Rosji, w osiedlu wiejskim Ponizowskoje rejonu rudniańskiego w obwodzie smoleńskim.

## Geografia
Miejscowość położona jest nad Czernicą, 18 km od granicy z Białorusią, przy drodze regionalnej 66N-1605 (Ponizowje – Nikoncy), 12 km od centrum administracyjnego osiedla wiejskiego (sieło Ponizowje), 47 km od centrum administracyjnego rejonu (Rudnia), 83,5 km od Smoleńska.
W granicach miejscowości znajdują się ulice: Kołchoznaja, Słobodskaja.

## Historia
W czasie II wojny światowej od lipca 1941 roku wieś była okupowana przez hitlerowców. Wyzwolenie nastąpiło we wrześniu 1943 roku.

## Demografia
W 2010 r. miejscowość zamieszkiwało 35 osób.